# Grænsen mod vest
Grænsen mod vest er en dansk dokumentarfilm fra 1963, der er instrueret af Ebbe Larsen efter eget manuskript.

## Handling
Et tidsbillede af livet langs Vestkysten. Filmen viser optagelser af egne, mennesker og begivenheder langs Jyllands vestkyst.